# Абдулла аль-Джанаби
Абдулла аль-Джанаби (араб. عبد الله الجنابي‎) (1951) — суннитский иракский духовный лидер. Прославился тем, что в 2004 году возглавил оборону Фаллуджи от американцев. Первый штурм ему удалось отбить, однако в ноябре 2004 года он был вынужден покинуть город. В 2005 году новые иракские власти санкционировали его арест. После захвата Фаллуджи боевиками ИГИЛ, вернулся в город, выступил в мечети и основал «Комитет по поощрению добродетели и предотвращению порока».